# Kugelis

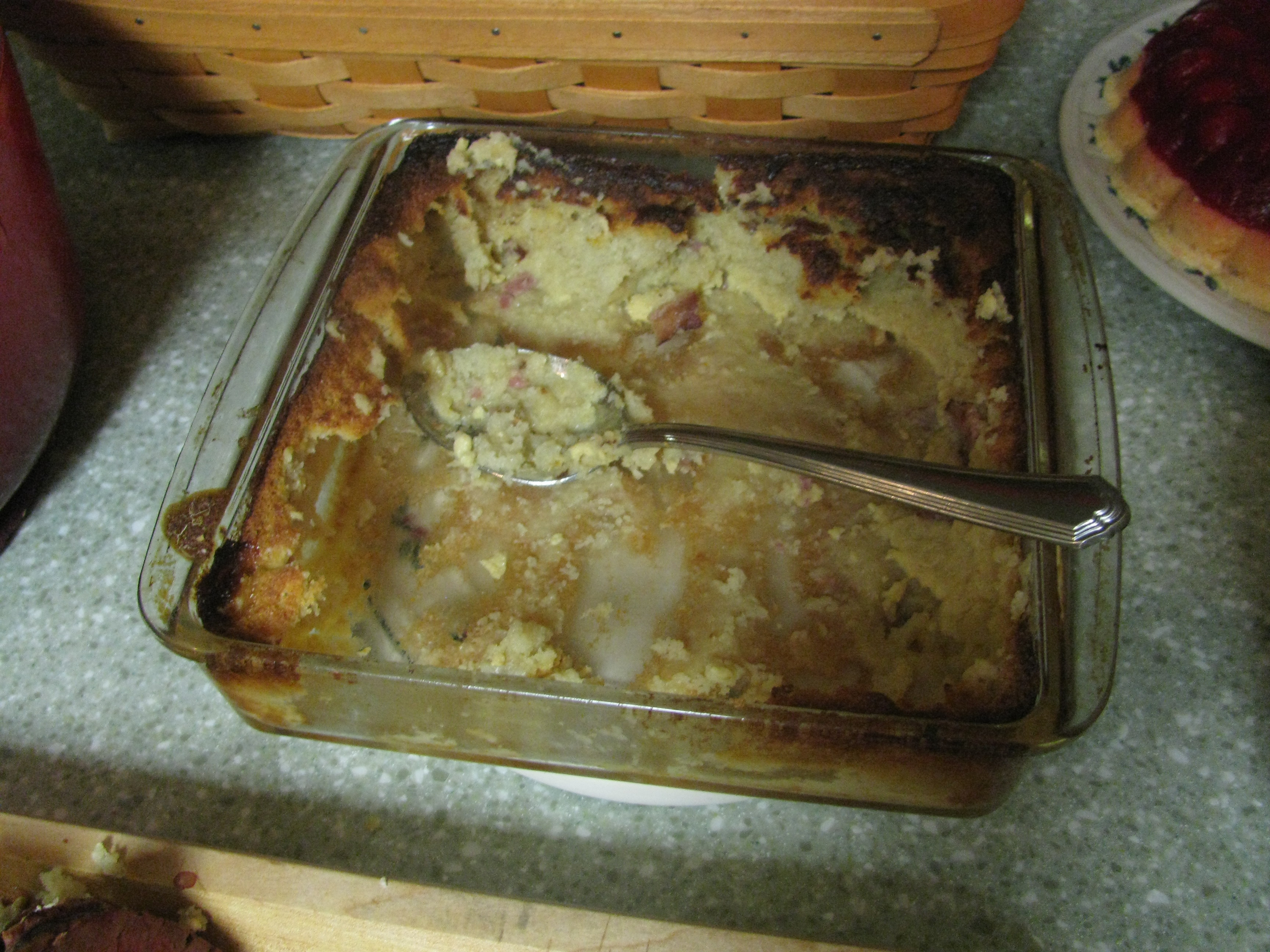
Kugelis.

El kugelis (también bulvių plokštainis, literalmente ‘plato de patata plana’, o banda, nombre regional en Dzūkija) es un budín de patata al horno considerado el plato nacional de Lituania. Sus ingredientes principales son: patata, leche, cebolla y huevo. Puede condimentarse con sal, pimienta, hojas de laurel y todo tipo de carnes. Suele tomarse con salsa de manzana, mermelada de arándano rojo,(depende de gusto i region.) crema agria o salsa de panceta(spirgai)
Son platos parecidos el kugel alemán y el babka de patata bielorruso.